# Flavio dos Santos Dias
Flavio dos Santos Dias (* 16. Dezember 1995) ist ein kap-verdischer Fußballspieler.

## Karriere
Flavio begann seine Karriere bei Sporting Lissabon in Portugal. Im Januar 2014 wechselte er nach Österreich zum FC Admira Wacker Mödling. Im Januar 2015 wurde er für ein halbes Jahr an den SV Stripfing verliehen. Im Sommer 2015 wechselte er zum Floridsdorfer AC. Sein Profidebüt gab er am 18. Spieltag der Saison 2015/16 gegen den SKN St. Pölten.
Im Januar 2018 wechselte er zum Ligakonkurrenten SV Ried, bei dem er einen bis Juni 2021 gültigen Vertrag erhielt. Im Januar 2019 wurde er an den Ligakonkurrenten SKU Amstetten verliehen.
Zur Saison 2019/20 kehrte er leihweise zum Regionalligisten SV Stripfing zurück. Bis zum Ende der Leihe kam er zu 17 Regionalligaeinsätzen für die Niederösterreicher. Nach dem Ende der Leihe kehrte er zur Saison 2020/21 zunächst nach Ried zurück.
Im September 2020 verließ er die Oberösterreicher nach zwei Leihen allerdings endgültig und schloss sich ein zweites Mal dem Floridsdorfer AC an.